# Нилсон Антонио
Нилсон Антонио Вейгаш Барош (на португалски: Nilson António Veigas Barros) е футболист от Кабо Верде. Играл е в отборите на Лагоа, СК Портимоненсе и АЕЛ Лимасол. От лятото на 2012 г. е състезател на ПФК ЦСКА (София). Играе като ляв защитник.